# 위슈커지
항저우 위슈커지유한공사(중국어: 杭州宇树科技有限公司, Hangzhou Yushu Technology Co., Ltd.) 또는 유니트리 로보틱스(Unitree Robotics)는 민간 로봇을 개발 및 생산하는 중국 기술 회사로 저장성 항저우에 본사를 두고 있다. 2016년 설립된 회사로 일반 판매용으로 4족 보행로봇을 주로 개발하고 있다. 주요 투자자는 Sequoia China, 经纬创投 및 Shunwei Capital 등이 있다.